# Conca sedimentària
En geologia, una conca sedimentària és qualsevol tret morfològic que pateixi subsidència i conseqüentment un reompliment a causa de l'acumulació progressiva de sediment i/o productes volcànics. Tenen dimensions molt variables, entre un pocs i milers de quilòmetres quadrats, i es troben tant a dins o als marges dels continents, a les depressions i fosses marines, etc. Degut a l'enterrament dels sediments, aquests són exposats a un increment de pressió que causa la seva litificació. Hom fa referència a l'estudi de les conques sedimentàries com a modelització de conca o anàlisi de conca. La principal importància social de les conques sedimentàries recau en el fet que s'hi donen les condicions ideals per a la maduració d'hidrocarburs. A més, l'estructura i edat del rebliment sedimentari de les conques constitueix el millor registre d'esdeveniments de formació tectònica i altres processos geològics. Segons la seva formació, les conques sedimentàries es classifiquen en:
- Conques sedimentàries d'avantpaís: Formades junt a orògens compressius degut a la flexió de la litosfera terrestre sota el pes de les roques apilades durant la col·lisió tectònica. P. ex. Conca del Ganges, a prop de l'Himàlaia.
- Conques sedimentàries marginals: Formades als mrges continentals, generalment davant de les desembocadures dels rius més importants. P. ex. Delta del Riu Nil.
- Conques sedimentàries extensives: Formades a zones on l'escorça terrestre ha estat estesa i aprimada. P. ex. graven del Rin.
- Conques sedimentàries 'pull-apart' : Formades a zones de falles direccionals. P. ex. Mar Mort.
- Conques sedimentàries carbonatades: Formades per l'acumulació de carbonat de calci biogènic. P. ex. Mar Carib.